# Jarosław
Jarosław (pronuncia polacca /jaˈrɔswaf/ ; in ucraino Ярослав?, Jaroslav; in tedesco Jaroslau; in yiddish יאַרעסלאָוו‎?, Yareslov) è una città polacca del distretto di Jarosław nel voivodato della Precarpazia.
Ricopre una superficie di 34,46 km² e nel 2004 contava 40 523 abitanti. Popolazione nell'anno 2016 secondo dati del comune di Jaroslaw  37 668 abitanti.